# Lea Armväärt
Lea Armväärt» (del ruso: ) es un escultor de Estonia, nacido el año 1975. 

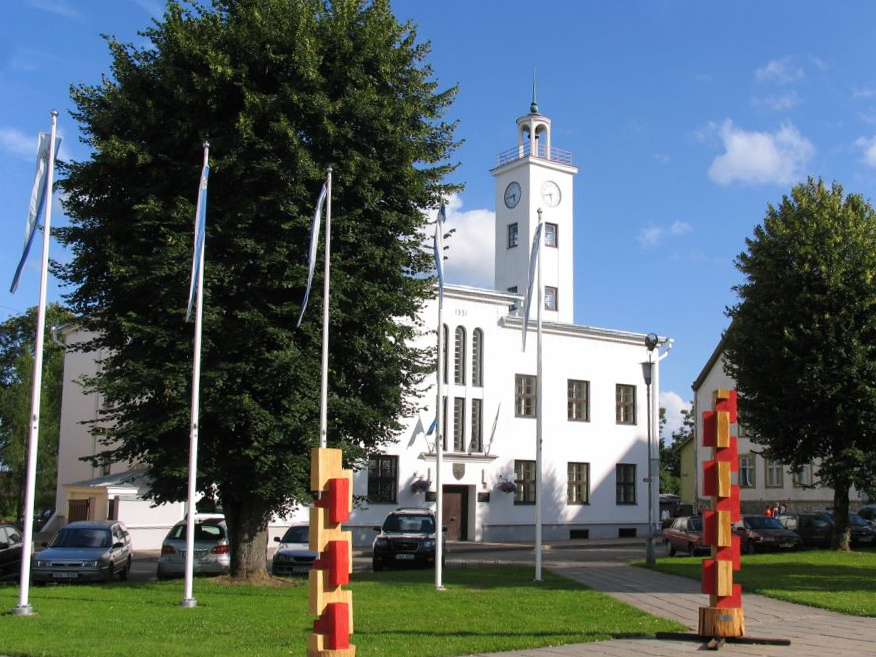
Ayuntamiento de Viljandi

## Datos biográficos
El año 1997 egresó de la Academia de las Artes de Estonia (en estonio: Eesti Kunstiakadeemia), donde se especializó en escultura.
Una vez concluidos sus estudios en Estonia se trasladó a Bangkok, Tailandia; allí permaneció durante ocho meses. Fue alumno en la Universidad de Silpakorn donde estudió historia del arte y pintura.
Lea Armväärt ha ilustrado el libro de Fred Jüssi titulado "Räägi mulle rebasest". (Háblame de la zorra). Publicado por la editorial Colibrí en el año 2006 . 